# 시파카파어
시파카파어(Sipakapa, Sipacapense)는 과테말라의 시파카파족이 사용하는 마야어족 언어이다. 과테말라 서부의 시파카파족 공동체에서 사용되며, 특히 산마르코스주 시파카파에 화자가 집중되어 있다.